# Kleine Chomoes-Joerjach
De Kleine Chomoes-Joerjach (Russisch: Малый Хомус-Юрях; Maly Chomoes-Joerjach) is een 235 kilometer lange rechterzijrivier van de Soendroen in het noorden van Oost-Siberië, in het noordoosten van de Russische autonome deelrepubliek Jakoetië. De rivier ontstaat op de berg Oelachan-Tas in het berggebied Soeor-Oejata en stroomt min of meer parallel aan de oostelijkere Grote Chomoes-Joerjach al meanderend globaal in de richting van het noorden over het Laagland van Kolyma. In het moerassige gebied nabij de monding heeft de rivier een natuurlijke verbinding met de Grote Chomoes-Joerjach en even verderop ook met de Soendroen, alvorens de ze de rivier nogmaals binnenstroomt via een andere arm vanuit het oosten. De rivier is bevroren van eind september, begin oktober tot de eerste helft van juni.
In het stroomgebied bevinden zich ongeveer 900 meren met een totale oppervlakte van 154 km². De grootste zijrivier is de Bolsjaja Protoka ("Grote Zijrivier"; 37 km) aan rechterzijde.